# Osceola (Arkansas)
Pour les articles homonymes, voir Osceola (homonymie).
La ville d’Osceola est le siège du comté de Mississippi, dans l'Arkansas, aux États-Unis d'Amérique.

## Démographie
| 1880 | 1890 | 1900 | 1910  | 1920  | 1930  | 1940  | 1950  |
| ---- | ---- | ---- | ----- | ----- | ----- | ----- | ----- |
| 317  | 458  | 953  | 1 769 | 1 755 | 2 573 | 3 226 | 5 006 |

| 1960  | 1970  | 1980  | 1990  | 2000  | 2010  | - | - |
| ----- | ----- | ----- | ----- | ----- | ----- | - | - |
| 6 189 | 7 892 | 8 881 | 8 930 | 8 875 | 7 757 | - | - |

## Source
- (en) Cet article est partiellement ou en totalité issu de l’article de Wikipédia en anglais intitulé « Osceola, Arkansas » (voir la liste des auteurs).